# Nkongmalang
Nkongmalang est un village du département du Nkam au Cameroun. Situé dans l'arrondissement de Yabassi, il est localisé sur la route qui relie Yabassi à Nkondjock, à 10 km de Yabassi. 

## Population et environnement
En 1967, le village de Nkongmalang avait 279 habitants, essentiellement des Bassa. La population de Nkongmalang était de 160 habitants dont 88 hommes et 72 femmes, lors du recensement de 2005. 